# Лю, Энтони
Лю Юэми́н (кит. упр. 刘月明, пиньинь Liú Yuèmíng), или Э́нтони Лю (англ. Anthony Liu; род. 4 июля 1974, Цицикар, Хэйлунцзян), — китайский и австралийский фигурист, выступавший в одиночном катании. Чемпион Китая (1993), семикратный чемпион Австралии (1997—2003), участник Олимпийских игр (1998, 2002).

## Биография
Лю Юэмин родился 4 июля 1974 года в Цицикаре, Хэйлунцзян, КНР.
Начал заниматься фигурным катанием в семилетнем возрасте в 1981 году. Был чемпионом Китая и представлял страну на международном уровне — в 1993 году занял шестое место на чемпионате мира среди юниоров, финишировал двадцать первым на взрослом чемпионате мира, а также стал победителем Универсиады.
В 1994 году вместе с родителями эмигрировал в Австралию, обосновавшись в Брисбене, где сменил имя с Лю Юэмин на Энтони Лю. В 1996 году получил австралийское гражданство. Был семикратным чемпионом Австралии, победив на семи чемпионатах подряд в 1997—2003 годах.
На Олимпийских играх 1998 года в Нагано занял двадцать пятое место. На чемпионате Австралии 1998 года первым из австралийских фигуристов исполнил четверной прыжок — четверной тулуп. На чемпионате четырёх континентов 1999 года успешно выполнил каскад из четверного и тройного тулупов, благодаря чему показал лучший результат в карьере в рамках турнира четырёх континентов — пятое место. Стал десятым на чемпионате мира 1999 года.
В 2000 году переехал в США.
В 2002 году во второй раз в карьере участвовал в Олимпиаде, заняв десятую строчку на Играх в Солт-Лейк-Сити. Тем самым повторил наивысший результат для австралийских фигуристов-одиночников на Олимпиадах, разделив достижение с Эйдрианом Суоном, который был десятым на Олимпийских играх 1952 года в Осло. Чемпионат мира 2002 года завершил на седьмой позиции — лучший результат на чемпионатах мира за всю карьеру.
Тренировался под руководством Ван Чанъюаня, Марины Кудрявцевой, Колина Джексона и Эвелин Крамер.
В 2004 году введён в Зал славы австралийского фигурного катанию.
По окончании соревновательной карьеры работает тренером по фигурному катанию. Специализируется на постановке техники прыжков. Обучал Риону Като и участника Олимпийских игр Тацуки Матиду.

## Результаты
Выступления за Китай
| Чемпионат мира              | 21 |
| NHK Trophy                  | 8  |
| Универсиада                 | 1  |
| Международные среди юниоров |    |
| Чемпионат мира              | 6  |
| Национальные                |    |
| Чемпионат Китая             | 1  |

Выступления за Австралию
| Соревнования        | 95/96         | 96/97         | 97/98         | 98/99         | 99/00         | 00/01         | 01/02         | 02/03         |
| Международные       | Международные | Международные | Международные | Международные | Международные | Международные | Международные | Международные |
| ------------------- | ------------- | ------------- | ------------- | ------------- | ------------- | ------------- | ------------- | ------------- |
| Олимпийские игры    |               |               | 25            |               |               |               | 10            |               |
| Чемпионат мира      |               | 22            | 17            | 10            | 12            | 14            | 7             |               |
| Четыре континента   |               |               |               | 5             | 6             | 13            |               |               |
| Игры доброй воли    |               |               |               |               |               |               | 4             |               |
| Гран-при Канады     |               |               |               |               |               |               | 4             |               |
| Гран-при Японии     |               |               |               |               | 8             | 8             | 5             |               |
| Гран-при США        |               |               |               |               | 7             |               |               |               |
| Мемориал Шефера     |               |               | 2             | 1             |               |               |               |               |
| Finlandia Trophy    |               | 3             | 8             | 2             |               |               |               |               |
| Мемориал Непелы     |               | 2             | 1             |               |               |               |               |               |
| Golden Spin         |               | 3             |               |               |               |               |               |               |
| Nebelhorn Trophy    |               | 4             |               |               |               |               |               |               |
| Orex Cup            | 2             |               |               |               |               |               |               |               |
| Summer Cup          | 1             |               |               |               |               |               |               |               |
| Национальные        |               |               |               |               |               |               |               |               |
| Чемпионат Австралии |               | 1             | 1             | 1             | 1             | 1             | 1             | 1             |